# 南部ゴシック

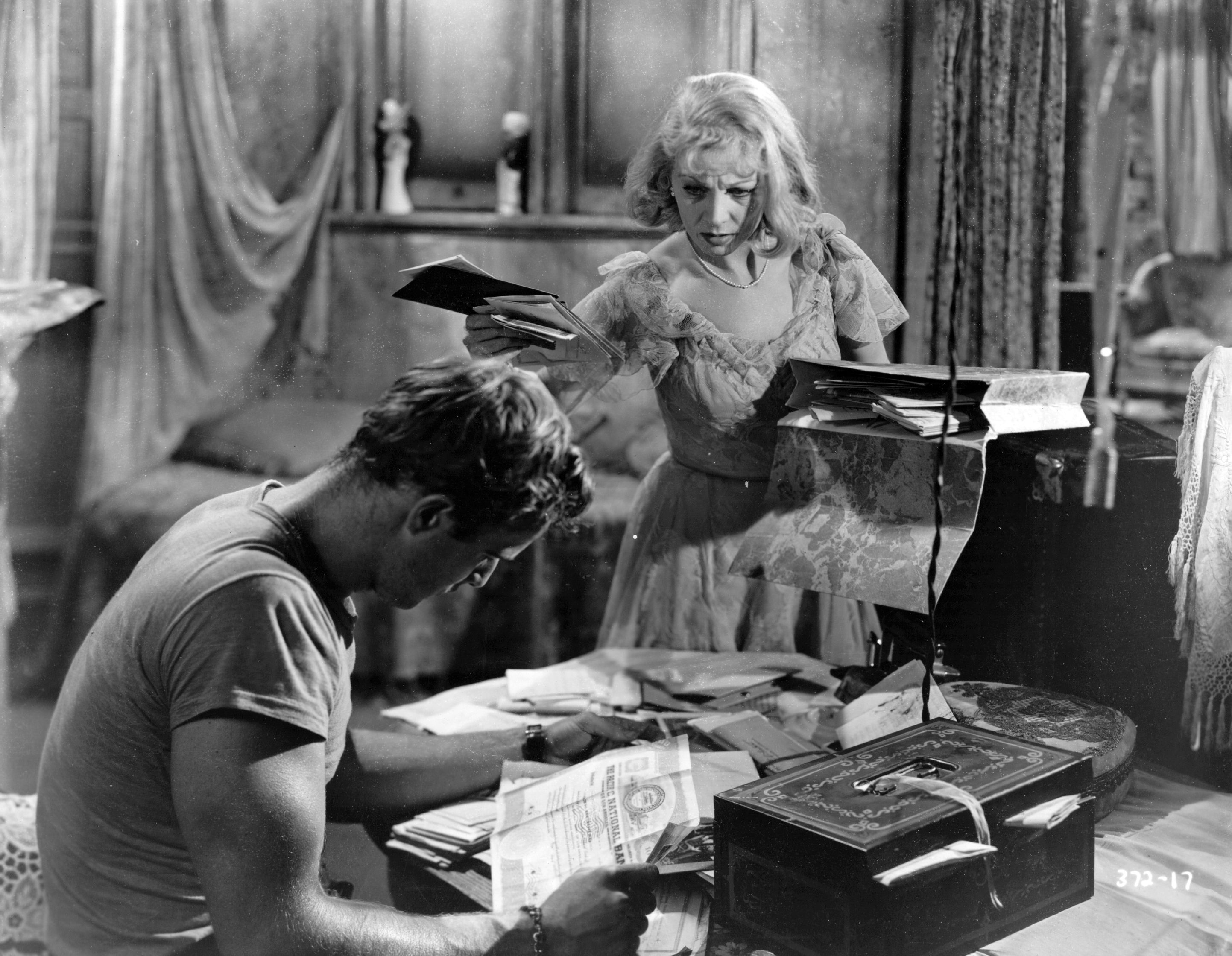
映画『欲望という名の電車』より

南部ゴシック（なんぶゴシック、Southern Gothic）は、ゴシック小説様式のサブジャンルで、アメリカ文学特有のものである。

## 解説
南部ゴシックでは概して、作中に不気味なことや皮肉なこと、あるいは異常な出来事が起こり、それがプロットを左右する要素として機能する。それは典型的なゴシック小説の特徴のひとつでもあるが、元来のゴシック小説とは異なり、南部ゴシックではサスペンスのためにこれらの特徴を使うわけではなく、社会問題を掘り下げたり、アメリカ南部の文化的な雰囲気を明らかにするために使われる。
南部ゴシックの作者はおおよそ、南北戦争前の紋切型の表現の使用を避けている。例えば、幸せそうな奴隷や慎み深い南部美人、また礼儀正しい紳士や高潔なキリスト教牧師などである。それらを例えば、意地悪で孤独な未婚女性や、隠れた動機をもった弁護士に作り変えている。
南部ゴシックの最も注目に値する特徴の一つは「グロテスク」（the grotesque）である。グロテスクはしばしば不快感を引き起こす性質、典型的な人種的偏見、利己的な独善などの特徴があり、それらがもつ状況、場所、古くさい人物が含まれる。しかし、それにもかかわらず読者はそれらを十分におもしろい特徴とわかる。それらは読者をしばしば不安にさせるが、南部ゴシックの作者は一般に非常に欠陥のあるグロテスクな特徴を使う。それは、南部文化をありのままでもなく、あまりに教訓的に見えるようにでもなく、優れた物語の部分と不愉快な部分を際立たせるためである。
このジャンルの作品は、以下の著名な南部作家の作品のなかに見られる。ウィリアム・フォークナー、アースキン・コールドウェル、 フラナリー・オコナー、カーソン・マッカラーズ、ユードラ・ウェルティ 、テネシー・ウィリアムズ、トルーマン・カポーティ、ハリー・クルーズ、リー・スミス（Lee Smith）、ジョン・ケネディ・トゥール、コーマック・マッカーシー、バリー・ハンナ、キャサリン・アン・ポーター、ルイス・ノーダン、William Gay、ウォーカー・パーシーなどである。バージニア州出身のウィリアム・スタイロンの作風も、同じ南部出身であるフォークナーの影響を色濃く受けている。

## 日本語訳で読める主な作品
- ウィリアム・フォークナー『死の床に横たわりて』『サンクチュアリ』『八月の光』『アブサロム、アブサロム!』など
- フラナリー・オコナー『賢い血(Wise Blood、英語版)』『烈しく攻むる者はこれを奪う(The Violent Bear It Away、英語版)』など
- トルーマン・カポーティ『遠い声 遠い部屋』『ティファニーで朝食を』など
- ハーパー・リー『アラバマ物語』
- カーソン・マッカラーズ『心は孤独な狩人』
- ミッチ・カリン（英語版）『タイドランド』
- コーマック・マッカーシー『血と暴力の国』
- ジョン・ケネディ・トゥール『愚か者同盟』

## 南部ゴシックに関連する作品

### 映画
- 欲望という名の電車(1951)
- 狩人の夜(1955)
- アラバマ物語(1962)
- ふるえて眠れ(1964)
- 白い肌の異常な夜(1971)
- 脱出(1972)
- ビヨンド(1981)
- エンゼル・ハート(1987)
- 真夜中のサバナ(1997)
- フレイルティー 妄執(2001)
- ブラック・スネーク・モーン(2007)
- ウィンターズ・ボーン(2010)
- MUD -マッド-(2012)
- ビューティフル・クリーチャーズ 光と闇に選ばれし者(2013)
- ジェサベル(2014)
- The Beguiled/ビガイルド 欲望のめざめ(2017)
- スリー・ビルボード(2017)
- マッドバウンド 哀しき友情(2017)

### テレビシリーズ
- アメリカン・ゴシック(1995-1996)
- JUSTIFIED 俺の正義(2010-2015)
- オリジナルズ(2013-)
- TRUE DETECTIVE(S1 2014,S3 2019)
- BLOODLINE ブラッドライン seasons 1(2015)、seasons 2(2016)
- プリーチャー(2016-)
- アウトキャスト(2016-2018)
- シャープ・オブジェクツ (2018)
- トゥルーブラッド(2008-2014)

### ビデオゲーム
- マッド・シティ(1988)
- Night in the Woods(2017)
- バイオハザード7 レジデント イービル(2017)
- レッド・デッド・リデンプション2(2018)